# Il canto di Troia
Il canto di Troia (The Song of Troy) è un romanzo di Colleen McCullough pubblicato a Londra nel 1998 dalla casa editrice Orion. In Italia è uscito nel 1999, nella traduzione di Piero Spinelli.
Il libro è stato tradotto in diciotto lingue.

## Edizioni
- Colleen McCullough, Il canto di Troia, collana Scala stranieri, traduzione di Piero Spinelli, Milano, Rizzoli, 1999, ISBN 978-8817862110.
- Colleen McCullough, Il canto di Troia, traduzione di Piero Spinelli, BUR Superbur narrativa, Milano, Rizzoli, 2003,  p. 461, ISBN 978-8817106818.
- Colleen McCullough, Il canto di Troia: la tragica guerra tra greci e troiani, Milano, Corriere della Sera, 2017.
- Colleen McCullough, Il canto di Troia, traduzione di Piero Spinelli, BUR Rizzoli, Milano, Rizzoli, 20 settembre 2018,  p. 464, ISBN 978-8817103589.